# Żona księgarza
Żona księgarza (hiszp. Mujer con mantilla y basquiña lub La mujer del librero) – obraz olejny hiszpańskiego malarza Francisca Goi znajdujący się w Narodowej Galerii Sztuki w Waszyngtonie.

## Okoliczności powstania
Okres pomiędzy nominacją Goi na pierwszego nadwornego malarza Karola IV w 1799 a inwazją napoleońską w 1808 r. był dla artysty czasem wielkiej aktywności i finansowej stabilizacji. W tym czasie powstało wiele portretów burżuazji. Portret młodej kobiety z Narodowej Galerii Sztuki w Waszyngtonie jest datowany na lata 1800–1807, ale jej tożsamość nie jest znana. Tradycyjnie obraz nosi tytuł „Żona księgarza”, w ten sposób jest opisany w katalogu Charlesa Yriarte z 1867 roku. W 1887 roku hrabia de la Viñaza nazywa modelkę księgarką z ulicy de las Fuentes (Retrato de la librera de la calle de las Fuentes). 
Aureliano de Beruete i Valentín de Sambricio uważali, że portret przedstawia żonę Antonia Bailó, który prowadził księgarnię przy ulicy Carretas 4 w Madrycie. Bailó ożenił się 1 lipca 1807 z młodszą o 40 lat Maríą Mazón. Był przyjacielem Goi, zachowało się jego świadectwo na korzyść malarza złożone w procesie „puryfikacji”, który rozpoczął się po powrocie Ferdynanda VII na tron w 1814 roku. Celem procesu było zidentyfikowanie i ukaranie Hiszpanów, którzy współpracowali z Francuzami. Jako nadworny malarz Goya był podejrzewany o kolaborację, a jego działalność w czasie francuskiej okupacji była badana. Goya został oczyszczony z zarzutów, dlatego portret księgarki mógł być wyrazem wdzięczności za udzieloną pomoc. Nie ma jednak dowodu na związek tego biograficznego epizodu z portretem młodej damy. W kompozycji brak odniesienia do konkretnego zawodu modelki. Ponadto inwentarz mienia sporządzony przez Antonia Bailó i Maríę Mazón w 1815 roku nie zawierał żadnych dzieł sztuki. Współcześni historycy uznają tę identyfikację za romantyczną legendę, a obraz jest tytułowany Dama w mantylii i baskini. Opisany w ten sposób obraz Goi o zbliżonych wymiarach znajduje się w inwentarzu zbiorów madryckiego kolekcjonera Serafína Garcíi de la Huerty powstałym po jego śmierci, w latach 1840–1842.

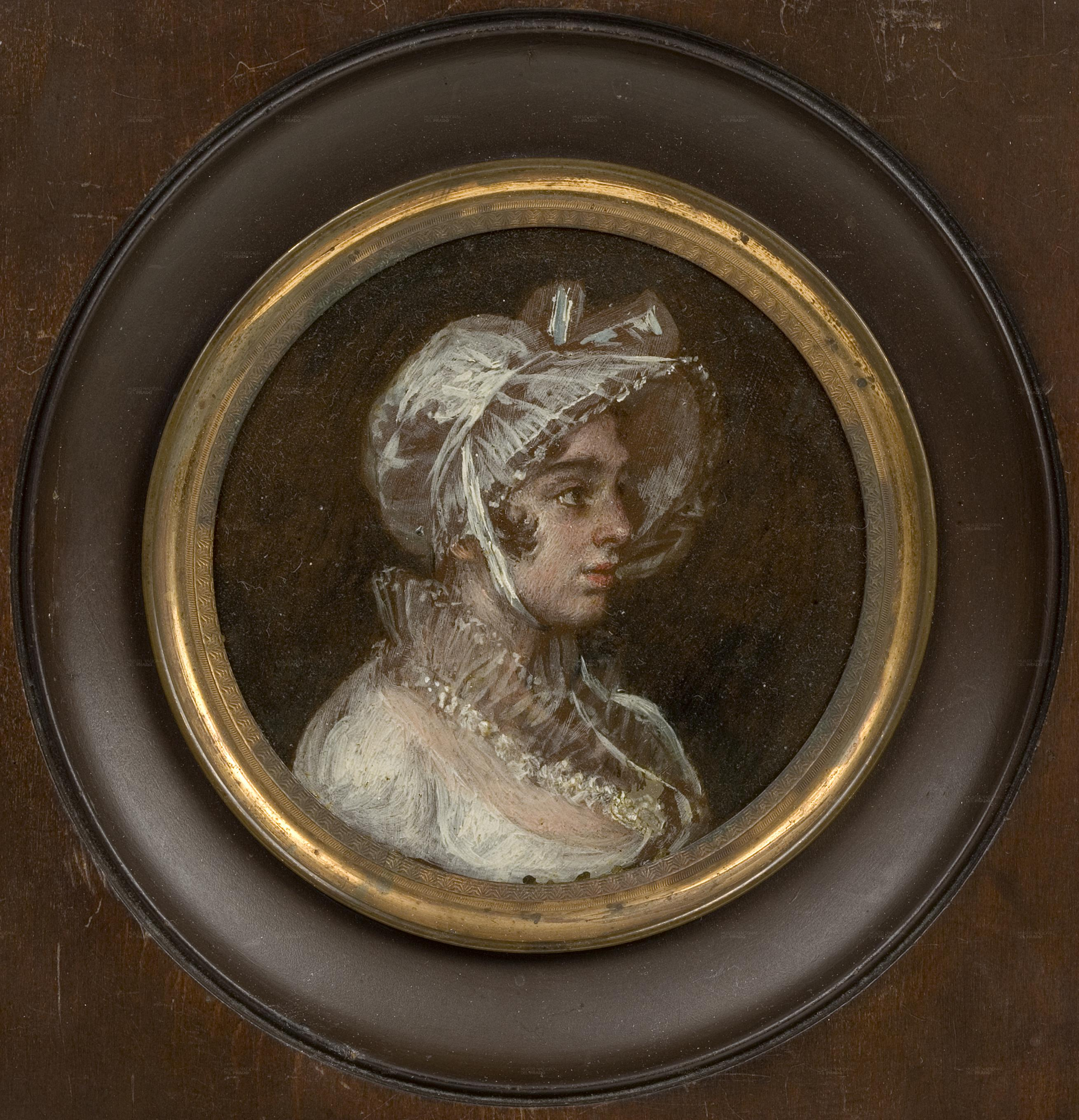
Manuela Goicoechea, na miniaturze autorstwa Goi, 1805

Według Anny Reuter przedstawiona kobieta przypomina postać z Portretu damy z wachlarzem, który prawdopodobnie przedstawia synową Goi, Gumersindę Goicoecheę. Kobiety są podobne, ale nie jest to ta sama osoba, możliwe, że „księgarka” to starsza siostra Gumersindy, Manuela. Goya namalował miniaturowe portrety członków rodziny synowej z okazji ślubu w 1805 roku. Manuela z miniatry jest podobna do damy w mantylii i baskinii, zwłaszcza jej szerokie brwi charakterystyczne także dla jej brata i ojca.

## Opis obrazu
Kobieta została przedstawiona w trzech czwartych postaci, w pozycji stojącej, na neutralnym tle. Jest młoda i piękna, ma duże ciemne oczy i pełne usta, zaokrąglone rysy twarzy. Spogląda wprost na widza. Ma na sobie suknię z dekoltem i krótkimi rękawami oraz baskinę – modną w tym czasie czarną spódnicę noszoną przez damy poza domem. Biała koronkowa mantyla okrywa jej głowę, odsłaniając ciemne kręcone włosy opadające na czoło. W lewej ręce trzyma zamknięty wachlarz, a prawą podtrzymuje mantylę przy piersi. Dekolt zdobi bursztynowy naszyjnik. Jego czerwonawy kolor przełamuje czarno-białą kolorystyke stroju. Jej ramiona okryte są długimi, jasnymi rękawiczkami z koźlej skórki, ozdobionymi kokardką powyżej łokcia.
Mantyla została namalowana szybkimi i energicznymi pociągnięciami pędzla, gdzieniegdzie widoczna jest czerwona podmalówka. W pierwotnym kształcie rogi obrazu były przycięte po przekątnej. Trójkątne dodatki we wszystkich czterech rogach przekształciły obraz w prostokąt. W lewym dolnym rogu widnieje podpis malarza: Goya.

## Proweniencja
Obraz prawdopodobnie należał do kolekcjonera z Madrytu Serafína Garcíi de la Huerty (zm. 1839). Następnie znalazł się w licznych kolekcjach prywatnych i galeriach: markiza de Heredia w Madrycie (1867), Benita Garrigi w Madrycie (1887), (sprzedaż, Hôtel Drouot, Paryż, 24 marca 1890, nr. 4), Huberta Debrousse’a (sprzedaż, Hôtel Drouot, Paryż, 6 kwietnia 1900, nr. 45), Kraemer w Paryżu, Durand-Ruel w Paryżu, (1906). W 1906 obraz zakupił Henry Osborne Havemeyer, po nim odziedziczyła go żona Louisine Havemeyer i ich córka Adeline, która podarowała obraz Narodowej Galerii Sztuki w Waszyngtonie w 1963.